# 2001 en Norvège
Chronologie de la Norvège
- 1997
- 1998
- 1999
- 2000
- 2001
- 2002
- 2003
- 2004
- 2005

Cet article présente les faits marquants de l'année 2001 en Norvège ou relatifs à la Norvège.

## Gouvernance
- Harald V est roi de Norvège.
- Jens Stoltenberg est le chef du gouvernement jusqu'au 17 octobre et Kjell Magne Bondevik lui succède.

## Événements
- Les élections législatives norvégiennes de 2001 (Stortingsvalet 2001, en norvégien) se sont tenues le 10 septembre 2001, afin d'élire les cent soixante-cinq députés du Storting pour un mandat de quatre ans[1].
- Janvier 2001 : un jeune Métis de 15 ans est assassiné sur le parking d’une banlieue résidentielle d’Oslo par une bande de néo-nazis[2].

## Sport
- La saison 2001 du Championnat de Norvège de football était la 39e édition de la première division norvégienne à poule unique, la Tippeligaen. Les 14 clubs de l'élite jouent les uns contre les autres lors de rencontres disputées en matchs aller et retour.

C'est le Rosenborg BK qui termine en tête du championnat. C'est le 16e titre de champion de Norvège de son histoire et le 10e consécutif.

## Culture
- 101 Reykjavik Écouter est un film islando-dano-germano-franco-norvégien de Baltasar Kormakur réalisé en 2000 d'après le livre éponyme de Hallgrímur Helgason.
- Elling est un film norvégien réalisé par Petter Næss, sorti en 2001. Le film a été nommé à l'Oscar du meilleur film en langue étrangère[3]. Ce film a aussi un prequel : La Mère d'Elling sorti en 2003 et une suite, Elling, cœur à prendre, sorti en 2005.
- Régina ! (en islandais : Regína) est un film musical islandais réalisé par María Sigurðardóttir, sorti en 2001. Il fait partie de la série de films Contes pour tous et est la seule coproduction cinématographique entre le Québec et l'Islande à ce jour[4].

## Naissances
- Naissance en Norvège en 2001

## Décès
- Décès en Norvège en 2001